# Philodromus lhasana
Philodromus lhasana es una especie de araña cangrejo del género Philodromus, familia Philodromidae. Fue descrita científicamente por Hu en 2001.

## Distribución
Esta especie se encuentra en China.